# Приглашение (фильм, 2015)
Приглашение (англ. The Invitation) — американский триллер режиссёра Карин Кусамы. Премьера состоялась на фестивале South by Southwest 13 марта 2015 года.

## Сюжет
Уилл со своей девушкой Кирой едет на вечеринку к своей бывшей жене Эден. Уилл и Эден развелись после того как их сын погиб в результате несчастного случая. Эден встретила своего нынешнего мужа Дэвида в группе поддержки и на этой встрече их друзья впервые познакомятся с Дэвидом. В течение вечера Уилл начинает подозревать, что Дэвид является членом культа и устроил эту вечернику для каких-то тайных целей.

## В ролях
- Логан Маршалл-Грин — Уилл
- Эмаяци Коринеальди — Кира
- Тэмми Бланчард — Эден
- Михиль Хаусман — Дэвид
- Мишель Крусик — Джина
- Тоби Хасс — доктор Джозеф
- Майк Дойл —  Томми
- Джей Ларсон — Бен
- Марайа Делфино — Клэр
- Джон Кэрролл Линч — Прюитт

## Критика
Фильм получил положительные оценки кинокритиков. На сайте Rotten Tomatoes фильм имеет рейтинг 89% на основе 107 рецензий критиков со средней оценкой 7,5 из 10. На сайте Metacritic фильм получил оценку 74 из 100 на основе 21 рецензии, что соответствует статусу «в основном положительные отзывы».
Фильм принимал участие в кинофестивалях, побеждал и получал награды.